# ارنست فون آنجرير
ارنست فون آنجرير (بالألمانية: Ernst von Angerer) (و. 1881 – 1951 م) هو فيزيائي من ألمانيا . ولد في ميونخ.
توفي في ميونخ ، عن عمر يناهز 70 عاماً.